# Notre-Dame-de-Gravenchon
Pour les articles homonymes, voir Notre-Dame.
Notre-Dame-de-Gravenchon est une ancienne commune française située dans le département de la Seine-Maritime en Normandie.
Elle a fusionné avec trois autres communes le 1er janvier 2016 pour former la commune nouvelle de Port-Jérôme-sur-Seine.

## Géographie

### Localisation
Notre-Dame-de-Gravenchon est située au bord de la Seine, entre Le Havre et Rouen.
La rivière du Télhuet y prend sa source et traverse la ville, et la rivière du Commerce y passe sur une courte distance.
La ville est construite sur le coteau du pays de Caux.

## Toponymie
Le nom de la localité est attesté sous les formes Cravencon vers 1050, Gravenchon vers 1060 .
Du celte grava, gravier et du gaulois ou nordique chon signifiant lieu.

## Histoire
La paroisse Saint-Georges-de-Gravenchon et sa succursale Notre-Dame faisaient partie du domaine royal en relevant du domaine de Lillebonne. Les comtes d'Évreux y ont fait construire au Moyen Âge le château fort de la Fontaine-Saint-Denis. Les deux communes sont réunies en 1823 sous le nom de Notre-Dame-de-Gravenchon.
L'empereur Napoléon III inaugure Port-Jérôme, du nom du frère de Napoléon Ier, décédé l'année précédente. Une borne commémorative rappelle sa visite le 28 mai 1861, lors des travaux d'endiguement de la Seine.
Notre-Dame-de-Gravenchon est une ville agricole (rôle éminent de la famille Le Duc de Lillers jusqu'à l'installation vers 1930 de deux raffineries de pétrole avec deux cités pour les employés : la « Standard » (pour Esso) et la « Vacuum » (pour Mobil-Oil). Horace Finaly directeur général de la Banque de Paris et des Pays-Bas de 1919 à 1937 participe à la création de la Standard franco-américaine (et de la Compagnie française des pétroles).
Le 22 mars 1934, à 11 h 55, le pétrolier La Girafe explose, 13 membres d'équipage sont portés disparus, y compris Joseph de Lochounoff porté disparu par erreur car, n'écoutant que son courage, il est monté à bord en plein incendie,.
Les raffineries sont en partie détruites en 1940 et reconstruites après 1945. Notre-Dame-de-Gravenchon est occupée par les Allemands à partir du 12 juin 1940 et est libérée le 31 août 1944 conjointement par l'armée britannique et l'armée belge (brigade Piron) ; cette dernière traverse la Seine à Port-Jérôme,.
La ville-centre de Gravenchon et trois villages dont Auberville-la-Campagne ont décidé en 2015 de s'unir car ils sont situés dans le même bassin de vie et afin de bénéficier d'une incitation financière de l'État, qui leur permet soit d'éviter une forte augmentation des impôts, soit de devoir supprimer des services aux habitants,.
La commune nouvelle de Port-Jérôme-sur-Seine, qui fusionne les quatre anciennes communes d'Auberville-la-Campagne, Notre-Dame-de-Gravenchon, Touffreville-la-Cable et Triquerville, devenues des communes déléguées, est créée par un arrêté préfectoral du 30 novembre 2015 à la demande des quatre conseils municipaux et après une consultation de la population,,,.

## Politique et administration

### Administration municipale
En 2010, la commune de Notre-Dame-de-Gravenchon a été récompensée par le label « Ville Internet @@@@@ ».

### Liste des maires
| Période                                  | Période                       | Identité                       | Étiquette | Qualité                        |
| ---------------------------------------- | ----------------------------- | ------------------------------ | --------- | ------------------------------ |
| Les données manquantes sont à compléter. |                               |                                |           |                                |
| 1825                                     | 1838                          | Jean Baptiste Bouvier          |           |                                |
| 1838                                     | 1846                          | Augustin Isidor Maridor        |           |                                |
| 1846                                     | 1848                          | Pierre Jacques Armand Guilbert |           |                                |
| 1848                                     | 1871                          | Edmond de Lillers              |           |                                |
| 1871                                     | 1885                          | Jean Stanislas Helouis         |           |                                |
| 1885                                     | 1892                          | Eustache Amand Lebaillif       |           |                                |
| 1892                                     | 1896                          | Auguste Helouis                |           |                                |
| 1896                                     | 1908                          | Emmanuel de Lillers            |           |                                |
| 1905                                     | 1941                          | Edmond de Lillers              |           |                                |
| Les données manquantes sont à compléter. |                               |                                |           |                                |
| 1947                                     | 1965                          | Gaston Daize                   |           |                                |
| mars 1965                                | mars 1983                     | François Deveaud               | DVD       |                                |
| mars 1983                                | avril 2014                    | Jean-Claude Weiss              | DVD       |                                |
| avril 2014,                              | En cours (au 19 janvier 2020) | Virginie Carolo                | DVD       | Maire de Port-Jérôme-sur-Seine |

### Jumelages
La commune est jumelée avec les villes de :
- Street (Angleterre).
- Isny im Allgäu (Allemagne) depuis 1972.
- Rubano (Italie).

## Population et société

### Démographie

#### Évolution démographique
L'évolution du nombre d'habitants est connue à travers les recensements de la population effectués dans la commune depuis 1793. À partir du 1er janvier 2009, les populations légales des communes sont publiées annuellement dans le cadre d'un recensement qui repose désormais sur une collecte d'information annuelle, concernant successivement tous les territoires communaux au cours d'une période de cinq ans. 
Pour les communes de moins de 10 000 habitants, une enquête de recensement portant sur toute la population est réalisée tous les cinq ans, les populations légales des années intermédiaires étant quant à elles estimées par interpolation ou extrapolation. Pour la commune, le premier recensement exhaustif entrant dans le cadre du nouveau dispositif a été réalisé en 2008,.
En 2013, la commune comptait 8 138 habitants, en évolution de −0,85 % par rapport à 2008 (Seine-Maritime : +0,48 %, France hors Mayotte : +2,49 %).
| 1793 | 1800 | 1806 | 1821 | 1831 | 1836 | 1841 | 1846 | 1851 |
| ---- | ---- | ---- | ---- | ---- | ---- | ---- | ---- | ---- |
| 454  | 300  | 482  | 463  | 740  | 708  | 757  | 780  | 757  |

| 1856 | 1861 | 1866 | 1872 | 1876 | 1881 | 1886 | 1891 | 1896 |
| ---- | ---- | ---- | ---- | ---- | ---- | ---- | ---- | ---- |
| 780  | 716  | 720  | 669  | 714  | 705  | 757  | 803  | 716  |

| 1901 | 1906 | 1911 | 1921 | 1926 | 1931 | 1936  | 1946  | 1954  |
| ---- | ---- | ---- | ---- | ---- | ---- | ----- | ----- | ----- |
| 715  | 739  | 740  | 606  | 604  | 555  | 2 030 | 2 368 | 3 655 |

| 1962  | 1968  | 1975  | 1982  | 1990  | 1999  | 2008  | 2013  | - |
| ----- | ----- | ----- | ----- | ----- | ----- | ----- | ----- | - |
| 5 488 | 6 273 | 8 335 | 8 963 | 8 901 | 8 618 | 8 208 | 8 138 | - |

D’après le recensement Insee de 2007, Notre-Dame-de-Gravenchon compte 8 254 habitants (soit une diminution de 4 % par rapport à 1999 la commune occupe le 1 130e rang au niveau national, alors qu'elle était au 1 038e en 1999, et le 30e au niveau départemental sur 745 communes.

#### Pyramide des âges
La population de la commune est relativement âgée. Le taux de personnes d'un âge supérieur à 60 ans (22,7 %) est en effet supérieur au taux national (21,6 %) et au taux départemental (20,7 %). À l'instar des répartitions nationale et départementale, la population féminine de la commune est supérieure à la population masculine. Le taux (50,7 %) est du même ordre de grandeur que le taux national (51,6 %).					
La répartition de la population de la commune par tranches d'âge est, en 2007, la suivante :					
- 49,3 % d’hommes (0 à 14 ans = 19,7 %, 15 à 29 ans = 19,2 %, 30 à 44 ans = 19 %, 45 à 59 ans = 21,4 %, plus de 60 ans = 20,8 %) ;
- 50,7 % de femmes (0 à 14 ans = 17,5 %, 15 à 29 ans = 16,4 %, 30 à 44 ans = 19,3 %, 45 à 59 ans = 22,2 %, plus de 60 ans = 24,6 %).

| Hommes | Classe d’âge | Femmes |
| ------ | ------------ | ------ |
| 0,1    | 90 ans ou +  | 1,1    |
| 6,2    | 75 à 89 ans  | 9,0    |
| 14,5   | 60 à 74 ans  | 14,5   |
| 21,4   | 45 à 59 ans  | 22,2   |
| 19,0   | 30 à 44 ans  | 19,3   |
| 19,2   | 15 à 29 ans  | 16,4   |
| 19,7   | 0 à 14 ans   | 17,5   |

| Hommes | Classe d’âge | Femmes |
| ------ | ------------ | ------ |
| 0,3    | 90 ans ou +  | 1,1    |
| 5,6    | 75 à 89 ans  | 9,1    |
| 12,0   | 60 à 74 ans  | 13,2   |
| 20,9   | 45 à 59 ans  | 20,2   |
| 20,5   | 30 à 44 ans  | 19,5   |
| 20,9   | 15 à 29 ans  | 19,2   |
| 19,9   | 0 à 14 ans   | 17,8   |

### Sports
- CS Gravenchon basket
- Tir à l'arc.
- Piscine olympique.
- Bowling.

## Économie
Les industries pétrolières jouent un rôle important dans la commune, du fait de : 
- La raffinerie de Port-Jérôme-Gravenchon, appartenant à une filiale d'ExxonMobil[28], est une des plus importantes de France. Elle peut traiter jusqu'à 12 millions de tonnes de pétrole brut par an.
- L'usine de Total Petrochemicals, qui produit du butanol. Le 10 mars 2009, dans un communiqué officiel, Total annonce : « À la suite de la dénonciation définitive, par le client unique, du contrat de fourniture de butanol secondaire produit à Notre-Dame-de-Gravenchon (Seine-Maritime), Total Petrochemicals France se verra contraint de fermer ce site dédié à cette seule fabrication[29] ».

## Culture locale et patrimoine

### Lieux et monuments existants
- Vestiges du château fort Saint-Denis[30] dit Château fort des comtes d'Évreux (rue de Fontaineval)[31]. Le site archéologique est inscrit au titre des monuments historiques[32]. Fondée en terre et en bois au XIe siècle, l'enceinte de Gravenchon est accessible au public sous conditions, mais facilement observable depuis la route qui circule en contrebas[33].
- Motte féodale[34], lieu-dit Le Manoir Château, XIe siècle.
- Le colombier[35] : construit au XVIIe siècle, il est le seul vestige d'un manoir[36] détruit en 1957. Le colombier a été intégré au conservatoire de musique.
- Église Notre-Dame[37]: l'église paroissiale Notre-Dame était à l'origine une chapelle dépendant de l'église paroissiale Saint-Georges de Gravenchon. Elle a été construite au XIIe siècle. Elle était à trois vaisseaux, mais les bas-côtés ont été détruits. La flèche de la tour a été édifiée au XVIIe siècle. Dans le premier quart du XIXe siècle, le chœur a été reconstruit en conservant le pignon d'origine. La sacristie a été construite de 1851 à 1852. Le bas-côté sud a été élevé en 1899 par Constant Martin.
- Église Saint-Georges: L'église actuelle[38] fut construite en 1958 par l'architecte André Robinne .
- Cité-jardin de la Petite-Campagne[39],[40]: architectes Pierre Chirol et Georges Peulevey. Pour loger le personnel de la raffinerie ESSO, plusieurs centaines de maisons néo-normandes (maisons individuelles pour les ingénieurs, maisons groupées pour les contremaîtres et ouvriers) et un hôtel appelé « Hôtel des Célibataires » (actuel hôtel Saunier). L'ensemble constitue un exemple d'architecture contemporaine remarquable[41] :
  - écoles (école des garçons devenue école maternelle de la Petite-Campagne, école des filles devenue école Marie-Curie) ;
  - salle des fêtes, place de Normandie ;
  - chapelle (temple protestant aujourd'hui)[42] ;
  - club house avec tennis (à l'emplacement d'une ferme du XVIIe siècle bombardée pendant la Seconde Guerre mondiale).

### Lieux et monuments disparus
- Église Saint-Georges : la première église[43], détruite en 1826, fut fondée au XIIIe siècle : tour carrée en silex avec contreforts et flèche en pierre découpée en essente (connue par un dessin des archives départementales de la Seine-Maritime). Nef de 36 pieds de long sur 22 de large et 16 de haut en pignon. Chœur de 36 pieds de long sur 22 de large et 16 de haut. Il subsiste le presbytère du XVIIIe siècle[44] et une croix.
- Ferme du Vieux Manoir ou ferme Joly : manoir du XVIIe siècle et grange du XIIIe siècle laissés à l'abandon dans les années 1990. La ferme est rachetée par la mairie qui fait tomber le manoir et rénove la grange pour en faire une salle à louer.
- Château des Lillers : le marquis de Lillers fait construire en 1840 le château en brique et calcaire, dont la décoration intérieure est due à son épouse, fille du banquier Collot[45] des archives départementales. Incendié en juillet 1930[46], reconstruit peu après et démoli en 1970 (opération immobilière du « Bois du Parc »).
- Ferme rue de la République (à l'emplacement du Club Esso) détruite en 1944.

### Équipements sportifs et culturels
- Gymnase Comont dans lequel s'entraîne l'équipe du CS Gravenchon basket qui évolue en Nationale 2.
- Conservatoire de Musique et de Danse à Rayonnement Départemental (C.R.D.) de la Communauté de communes Caux vallée de Seine (plusieurs annexes, dont Lillebonne et Bolbec).
- Théâtre et cinémas « Le Colombier ».
- Salle de spectacles « l'Arcade ».

### Héraldique
| Armes de Notre-Dame-de-Gravenchon | Les armes de la commune de Notre-Dame-de-Gravenchon se blasonnent ainsi : Tiercé ondé en fasce: au 1er de gueules au léopard d'or, au 2e d'azur au drakkar habillé d'argent accosté de deux dauphins affrontés du même, celui de dextre posé en barre et celui de senestre en bande, au 3e de sinople à deux tours de craquage du pétrole d'argent, celle de senestre plus haute, soutenues de deux épis de blé d'or, les tiges passées en sautoir ; à la trangle ondée d'or brochant sur le second trait de partition. Le léopard d'or sur champ de gueules rappelle les armes de la Normandie. |

## Personnalités liées à la commune
- Le résistant Bernard Courtault (1923-1943) y est né.